# Ictidomys mexicanus
Ictidomys mexicanus — вид гризунів родини Sciuridae, що мешкає в Мексиці та США. Один з її найближчих родичів — тринадцятисмуговий ховрах (Ictidomys tridecemlineatus).

## Опис
Мексиканський ховрах — це гризун невеликого або середнього розміру з дев'ятьма рядами білих плям на спині, довжиною близько п'ятнадцяти сантиметрів, самці більші за самок. Вид також має малі білі кружечки шерсті навколо очей і малі вуха.

## Поширення та середовище існування
Мексиканський ховрах мешкає на півночі Мексики, узбережжі Техаської затоки, в західному і центральному Техасі та південно-східному Нью-Мексико. Мексиканський ховрах мешкає на рівнинних, чагарникових або трав'янистих ділянках і зазвичай віддає перевагу ділянкам з гравійним або піщаним ґрунтом, або ділянкам з мескитовим деревом.
Хоча більша частина первісного середовища існування була знищена людьми, ховрах добре пристосувався до людської цивілізації, і тепер його можна зустріти на полях для гольфу та інших трав'янистих ділянках, таких як узбіччя автострад. Кожен ховрах зазвичай має більше однієї нори, і кожна з них має до п'яти тунелів для втечі. Тунелі не позначені купою бруду на вершині. Більшість нір мають спальну камеру для потомства, яка вистелена травою.

## Харчування
Мексиканський ховрах всеїдний, але харчується переважно насінням і зерном. Його раціон включає насіння, горіхи, зерно, коріння, цибулини, стебла рослин, листя, мишей, комах і яйця. Він часто зберігає насіння, зерно і горіхи в защічних мішках і приносить їх назад у лігво, щоб з'їсти пізніше. Влітку він харчується комахами. Також було задокументовано, що він харчується здобиччю на дорогах.